# Movilești

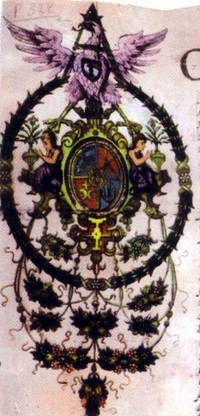
Stemma araldico dei Movilești, circa 1599.

Stemma araldico dei Mohyła.

I Movilești (in polacco Mohyła) furono una famiglia di boiari del principato di Moldavia imparentati con la famiglia reale dei Mușatini.
Stando alla leggenda, la stirpe si originò dal aprod Purice, un boiaro di basso rango durante il regno del voivoda (principe) Ștefan cel Mare (regno 1457–1504). Purice si guadagnò il favore di Ștefan che lo ricompensò e gli diede il nome di Movilă ("collina" in Lingua rumena) al posto di Purice ("pulce").
I Movilești guadagnarono potere al volgere del XVI secolo promuovendo una linea politica favorevole ad un accordo tra la Moldavia e la Confederazione Polacco-Lituana a seguito della loro unione dinastica con la famiglia dei Potocki. Appoggiato dal Grand Hetman Jan Zamoyski, Ieremia Movilă occupò il trono di Moldavia nel 1595 e riuscì ad insediare il fratello Simion Movilă sul trono di Valacchia nel 1600.
Quando l'ingerenza dell'Impero ottomano sulla Moldavia divenne eccessiva (circa 1634), i Movilești ripararono nel sud della Polonia e divennero membri della szlachta, ottenendo uno stemma araldico polacco.

## Membri

### Principi
In Moldavia:
- Ieremia Movilă
- Simion Movilă
- Mihail Movilă
- Constantin Movilă
- Alexandru Movilă
- Miron Barnovschi-Movilă
- Moise Movilă

In Valacchia:
- Simion Movilă
- Gabriel Movilă

### Altri
- Petro Mohyla - Metropolita di Kiev;
- Grigore Ureche - Cronista di importanti boiari (Logofăt, Spătar e Gran Vornic) di Moldavia.

## Albero genealogico

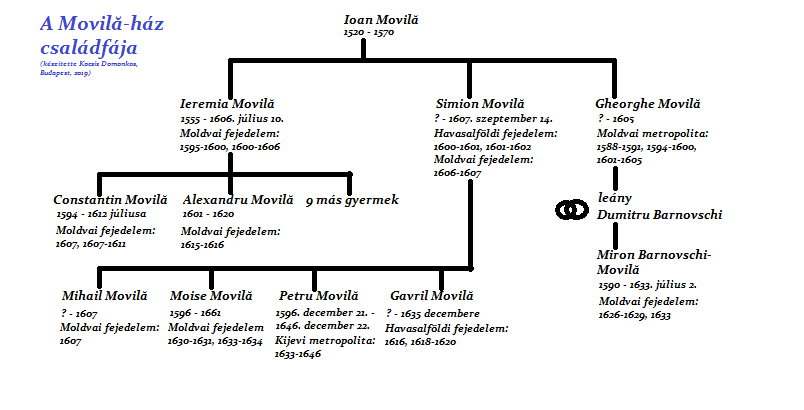